# Чемпіонат світу з трекових велоперегонів 1968
Чемпіонат світу з трекових велоперегонів 1968 вперше проводився окремо для професіоналів та аматорів. Професіонали змагалися з 26 по 29 серпня 1968 року в Римі, Італія, а любителі — в листопаді в Монтевідео, Уругвай. Усього розіграли 11 комплектів нагород — 9 у чоловіків та 2 у жінок.

## Медалісти

### Чоловіки
Професіонали
| Дисципліна                         | Золото           | Срібло       | Бронза              |
| Спринт                             | Джузеппе Беґетто | Патрік Серку | Джованні Петтенелла |
| Індивідуальна гонка переслідування | Х'ю Портер       | Оле Ріттер   | Леандро Фаджін      |
| Гонка за лідером                   | Лео Пруст        | Піт де Віт   | Еренфрід Рудольф    |

Аматори
| Дисципліна                         | Золото                                                                    | Срібло | Бронза                                                                 |
| Спринт                             | Луїджі Борґетті                                                           | Нільс Фредборґ                                                                                             | Роберт Ван Ланкер                                                      |
| Гіт на 1000 м                      | Нільс Фредборґ                                                            | Джек Саймс                                                                                                 | Джанні Сарторі                                                         |
| Індивідуальна гонка переслідування | Могенс Фрай                                                               | Ксав'є Курман                                                                                              | Лоренцо Босізіо                                                        |
| Командна гонка переслідування      | Італія Чіпріано Кемелло Лоренцо Босізіо Джорджіо Морб'ято Луїджи Ронкалья | Аргентина Карлос Альварес Сейбанес Хуан Альвес Ґордон Ернесто Контрерас Васкес Хуан Альберто Мерлос Толедо | Швеція Ерік Петтерссон Томас Петтерссон Йоста Петтерссон Йозеф Ріпфель |
| Спринт на тандемах                 | Італія Джордано Турріні Вальтер Ґоріні                                    | Бельгія Даніель Ґоенс Роберт Ван Ланкер                                                                    | Японія Іноуе Санджі Мадараме Хідео                                     |
| Гонка за лідером                   | Джузеппе Ґрассі                                                           | Сеес Стам                                                                                                  | Бенні Херґер                                                           |

### Жінки
| Дисципліна                         | Золото           | Срібло          | Бронза               |
| Спринт                             | Алла Багіянц     | Ірина Кириченко | Галина Єрмолаєва     |
| Індивідуальна гонка переслідування | Раїса Ободовська | Беріл Бертон    | Кеті ван Оостен-Гахе |

## Загальний медальний залік
| Місце  | Країна          | Золото | Срібло | Бронза | Загалом |
| ------ | --------------- | ------ | ------ | ------ | ------- |
| 1      | Італія          | 5      |        | 4      | 9       |
| 2      | Данія           | 2      | 2      |        | 4       |
| 3      | СРСР            | 2      | 1      | 1      | 4       |
| 4      | Бельгія         | 1      | 2      | 1      | 4       |
| 5      | Велика Британія | 1      | 1      |        | 2       |
| 6      | Нідерланди      |        | 2      | 1      | 3       |
| 7      | Швейцарія       |        | 1      | 1      | 2       |
| 8      | Аргентина       |        | 1      |        | 1       |
| 8      | США             |        | 1      |        | 1       |
| 10     | Японія          |        |        | 1      | 1       |
| 10     | Швеція          |        |        | 1      | 1       |
| 10     | ФРН             |        |        | 1      | 1       |
| Всього | Всього          | 11     | 11     | 11     | 33      |